# Aliturus didyanus
Aliturus didyanus är en skalbaggsart som beskrevs av Antonio Vives 2005. Aliturus didyanus ingår i släktet Aliturus och familjen långhorningar.
Artens utbredningsområde är Madagaskar. Inga underarter finns listade i Catalogue of Life.